# 马瑞燕
马瑞燕（1968年7月—），山西太谷人，汉族，女性，山西农业大学农学院副院长、教授，第十二届、第十三届全国人民代表大会山西地区代表。

## 生平
毕业于山西农业大学。2013年，被选为全国人大代表。2018年2月24日，当选为第十三届全国人大代表。